# Orthogeomys dariensis
Orthogeomys dariensis је врста глодара из породице гофера (лат. Geomyidae). 

## Распрострањење
Панама је једино познато природно станиште врсте.

## Станиште
Врста Orthogeomys dariensis има станиште на копну.

## Угроженост
Ова врста није угрожена, и наведена је као последња брига јер има широко распрострањење.

### Популациони тренд
Популација ове врсте је стабилна, судећи по доступним подацима.